# Jouy (Eure-et-Loir)
Jouy [ʒwi] ist eine französische Gemeinde mit 1.989 Einwohnern (Stand: 1. Januar 2022) im Département Eure-et-Loir in der Region Centre-Val de Loire. Jouy gehört zum Arrondissement Chartres und zum Kanton Chartres-1. Die Einwohner werden Joviens genannt.

## Geographie
Jouy liegt an der Eure, einem Nebenfluss der Seine. Umgeben wird Jouy von den Nachbargemeinden Chartainvilliers im Norden, Saint-Piat im Nordosten, Soulaires im Osten, Coltainville im Südosten, Saint-Prest im Süden, Berchères-Saint-Germain im Westen und Nordwesten sowie Bouglainval im Nordwesten.

## Bevölkerungsentwicklung
| 1962                       | 1968 | 1975 | 1982 | 1990 | 1999 | 2006 | 2018 |
| -------------------------- | ---- | ---- | ---- | ---- | ---- | ---- | ---- |
| 1070                       | 1141 | 1286 | 1608 | 1755 | 1810 | 1888 | 1951 |
| Quellen: Cassini und INSEE |      |      |      |      |      |      |      |

## Verkehr
Jouy hat einen Haltepunkt liegt an der Bahnstrecke Paris–Brest und wird im Regionalverkehr mit TER-Zügen bedient.

## Sehenswürdigkeiten

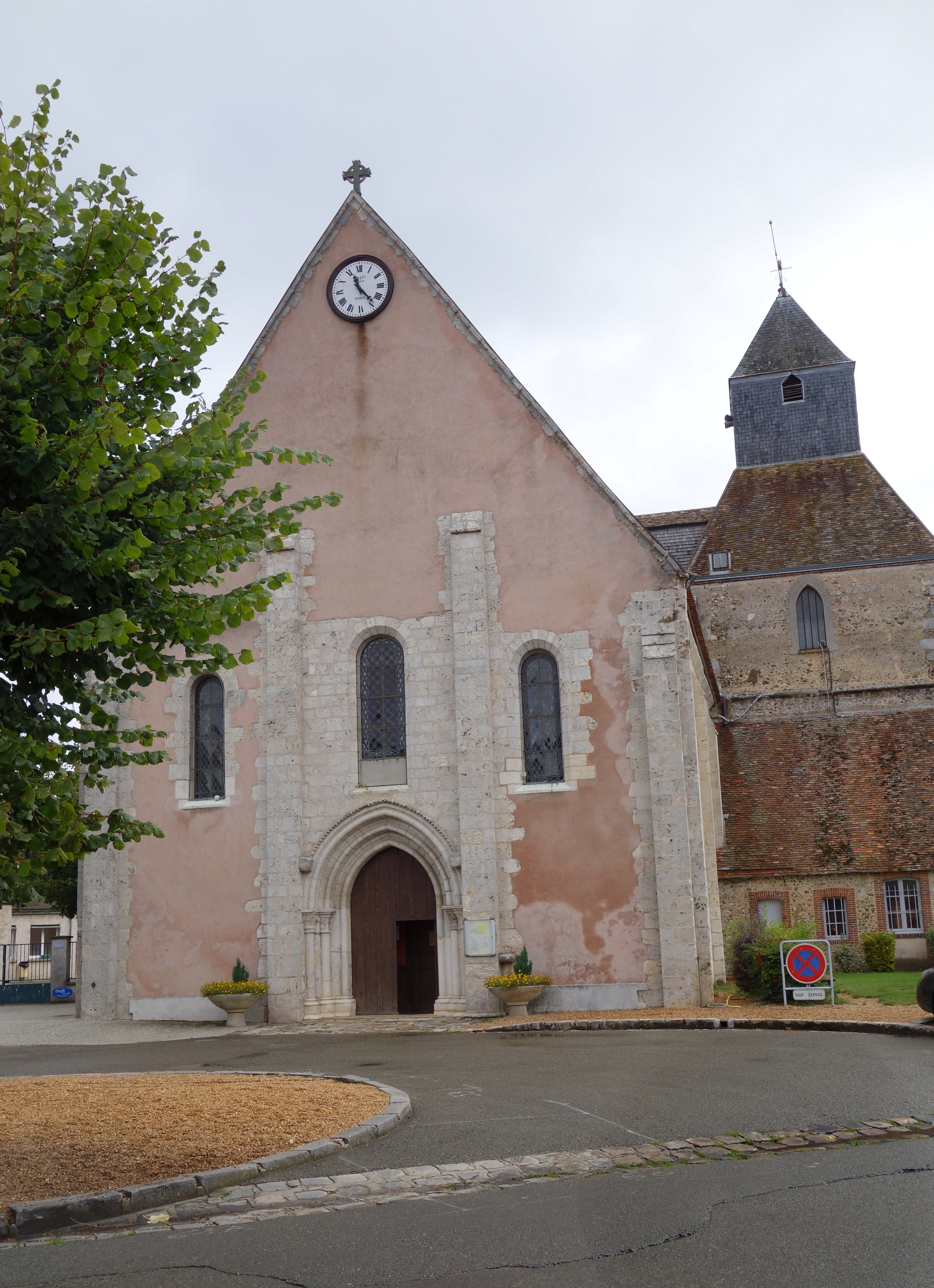
Kirche Saint-Cyr-et-Sainte-Juliette

- Kirche Saint-Cyr-et-Sainte-Juliette, Ende des 12., Anfang des 13. Jahrhunderts erbaut, im 15./16. Jahrhundert Anbau des Glockenturms, seit 1913 Monument historique